# Cueva de Alepotrypa
La cueva de Alepotrypa es un yacimiento arqueológico situado en la región de Mani, en la península del Peloponeso. Además de estar habitado por los primeros agricultores, este yacimiento se utilizaba con fines funerarios y de culto. Las pruebas arqueológicas han revelado que se trata de uno de los mayores lugares de enterramiento del Neolítico encontrados en Europa. En el yacimiento se encontraron dos esqueletos humanos adultos de un enterramiento que data del cuarto milenio a. C., así como restos de al menos 170 personas distintas. Los arqueólogos no están seguros de la importancia de un osario micénico, fechado en el II milenio a. C., que parece haber sido enterrado de nuevo en Alepotrypa. Aunque no hay pruebas directas, es posible que el osario vincule Alepotrypa con Ténaro, que se consideraba la entrada al Hades en la mitología clásica.

## Resumen
La cueva de Alepotrypa (griego: Αλεπότρυπα, que significa literalmente 'El agujero del zorro'. Una palabra muy común para describir una cueva donde vive un zorro), es una de las cuevas de Diros situada en la región de Mani, en la península del Peloponeso. La península de Mani se compone principalmente de rocas carbonatadas mesozoicas como la caliza, que se erosionan como resultado de las condiciones hidrogeológicas de la península y forman cuevas cársticas como Alepotrypa. El estudio de las estalagmitas de las cuevas ha proporcionado información sobre las actividades humanas en la cueva y las variaciones climáticas. Mediante el estudio de las variaciones de los oligoelementos, Meighan Boyd pudo encontrar pruebas de ciertas actividades humanas en la cueva, como la quema de excrementos de animales. También pudo confirmar y fechar varios periodos de sequía.
Además de ser uno de los primeros yacimientos habitados conocidos de la región meridional de Laconia, en el Peloponeso, la cueva de Alepotrypa es también uno de los mayores yacimientos funerarios neolíticos de Europa. Los enterramientos en la cueva datan de entre el 6.000 y el 3200 a. C., y los arqueólogos han encontrado huesos pertenecientes a al menos 170 personas diferentes. En el yacimiento se encontraron dos esqueletos humanos adultos que datan del cuarto milenio a. C., junto con un osario micénico que, según los arqueólogos, data del segundo milenio a. C.
El asentamiento fue abandonado hacia el 3200 a. C., después de que un catastrófico terremoto causara grandes daños que bloquearon la entrada de la cueva. Los hallazgos de la cueva estaban bien conservados debido a la entrada sellada de la cueva y a la falta de actividad humana en la zona. El yacimiento estuvo amenazado por obras privadas entre 1958 y 1970, pero el Ministerio de Cultura griego canceló la "explotación turística" del yacimiento. Las excavaciones dirigidas por Giorgos Papathanassopoulos comenzaron en 1970, pero se retrasaron hasta 1978 debido a las complicaciones políticas en Grecia. El yacimiento se excavó entre 1978 y 2005, tras lo cual el proyecto quedó en gran parte aparcado por falta de financiación. En 2010 se fundó el Proyecto Regional Diros para llevar a cabo un estudio regional mientras el equipo de excavación de Alepotrypa comenzaba a preparar sus hallazgos para su publicación. En la propia cueva se ha encontrado material del Neolítico Tardío (NT), pero a partir de 2013 el equipo de prospección solo ha encontrado material que data del Neolítico Final (NF) en las zonas cercanas al aire libre.

## Arqueología
Durante el Neolítico, la propia cueva servía de lugar de enterramiento, mientras que los agricultores habitaban una gran aldea fuera de la cueva. Basándose en las pruebas encontradas en el yacimiento, los arqueólogos creen que los primeros agricultores que habitaban esta zona se alimentaban principalmente de cebada y trigo, y sugieren que las lesiones no letales en la cabeza encontradas en los cráneos pueden indicar enfrentamientos violentos. En el yacimiento están representados el enterramiento primario, la cremación y el enterramiento secundario, y también se utilizaba como refugio y almacén. También se han encontrado pruebas de prácticas cultuales, como la cabeza de un ídolo de mármol de tipo estalagmita.
Otros hallazgos de la excavación incluyen piedra del Neolítico Tardío, vasijas de cerámica y arcilla, joyas y armas. Se ha encontrado cerámica pintada e incisa, cuentas de concha, hachas de piedra y una punta de flecha completa de sílex, junto con hojas y lascas de obsidiana meliana. Las joyas de plata encontradas en el yacimiento sugieren que la zona era rica, ya que la plata era extremadamente rara en la Edad del Bronce y el Neolítico europeo. En el yacimiento de Alepotrypa también se encontró una rara hacha de cobre temprana, que los estudiosos creen que puede fecharse en el Neolítico Final. Paul Cartledge escribe que "aparentemente no hubo una fase calcolítica de transición en el Peloponeso" y añade que las herramientas de cobre encontradas en la cueva de Alepotrypa "proporcionan una transición conveniente" a la era heládica temprana.

## Comparaciones con el Hades
La tradición mitológica dice que había una entrada al dominio del inframundo del dios griego de la muerte Hades en el sitio cercano de Ténaro, y los arqueólogos que trabajan en la excavación creen que es posible que la memoria cultural del lugar de enterramiento en Alepotrypa se haya asociado con Ténaro en el período clásico. Los arqueólogos han especulado con la posibilidad de que un osario micénico posterior, que data del 1300 a. C., haya sido llevado al lugar para ser enterrado de nuevo durante la Edad del Bronce Tardía. Una posible explicación ofrecida por el excavador principal, Giorgos Papathanassopoulos, es que las personas que habitaron este lugar se llevaron consigo la memoria cultural de un reino subterráneo donde se enterraba a los muertos. Anastasia Papathanasiou, codirectora de la excavación de Diros, añadió que "no hay pruebas directas, pero no podemos descartar esa posibilidad".